# Премія «Сезар» за найкращий фільм іноземною мовою
Премія «Сезар» за найкращий фільм іноземною мовою (фр. César du meilleur film étranger) — одна з нагород Академії мистецтв та технологій кінематографа Франції у рамках національної кінопремії «Сезар», яку присуджують найкращому фільму іноземною мовою починаючи з першої церемонії у 1976 році.

## Лауреати та номінанти
Імена переможців виділено окремим кольором

## 1970-і
| Рік  | Українська назва              | Оригінальна назва               | Країна          | Режисер              |
| ---- | ----------------------------- | ------------------------------- | --------------- | -------------------- |
| 1976 | Запах жінки                   | Profumo di donna                | Італія          | Діно Різі            |
| 1976 | Агірре, гнів божий            | Aguirre, Der Zorn Gottes        | Німеччина       | Вернер Герцоґ        |
| 1976 | Чарівна флейта                | Trollflöjten                    | Швеція          | Інгмар Бергман       |
| 1976 | Нешвілл                       | Nashville                       | США             | Роберт Олтмен        |
| 1977 | Ми так любили одне одного     | C'eravamo tanto amati           | Італія          | Етторе Скола         |
| 1977 | Баррі Ліндон                  | Barry Lyndon                    | Велика Британія | Стенлі Кубрик        |
| 1977 | Пролітаючи над гніздом зозулі | One Flew Over the Cuckoo’s Nest | США             | Мілош Форман         |
| 1977 | Вигодуй ворона                | Cría cuervos                    | Іспанія         | Карлос Саура         |
| 1978 | Незвичайний день              | Una giornata particolare        | Італія          | Етторе Скола         |
| 1978 | Американський друг            | Der Amerikanische Freund        | Німеччина       | Вім Вендерс          |
| 1978 | Енні Голл                     | Annie Hall                      | США             | Вуді Аллен           |
| 1978 | Хліб і шоколад                | Bread and Chocolate             | Італія          | Франко Брузаті       |
| 1979 | Дерево для черевиків          | L'albero degli zoccoli          | Італія          | Ерманно Ольмі        |
| 1979 | Осіння соната                 | Höstsonaten                     | Швеція          | Інгмар Бергман       |
| 1979 | Джулія                        | Julia                           | США             | Фред Циннеманн       |
| 1979 | Весілля                       | A Wedding                       | США             | Роберт Олтмен        |
| 1980 | Мангеттен                     | Manhattan                       | США             | Вуді Аллен           |
| 1980 | Апокаліпсис сьогодні          | Apocalypse Now                  | США             | Френсіс Форд Коппола |
| 1980 | Волосся                       | Hair                            | США             | Мілош Форман         |
| 1980 | Бляшаний барабан              | Die Blechtrommel                | Німеччина       | Фолькер Шльондорф    |

## 1980-і
| Рік  | Українська назва                                | Оригінальна назва                                 | Країна          | Режисер                     |
| ---- | ----------------------------------------------- | ------------------------------------------------- | --------------- | --------------------------- |
| 1981 | Тінь воїна                                      | 影武者                                            | Японія          | Акіра Куросава              |
| 1981 | Слава                                           | Fame                                              | США             | Алан Паркер                 |
| 1981 | Крамер проти Крамера                            | Kramer vs. Kramer                                 | США             | Роберт Бентон               |
| 1981 | Троянда                                         | The Rose                                          | США             | Марк Райделл                |
| 1982 | Людина-слон                                     | The Elephant Man                                  | Велика Британія | Девід Лінч                  |
| 1982 | Фальшивка                                       | Die Fälschung                                     | Німеччина       | Фолькер Шльондорф           |
| 1982 | Індіана Джонс: У пошуках втраченого ковчега     | Raiders of the Lost Ark                           | США             | Стівен Спілберг             |
| 1983 | Віктор Вікторія                                 | Victor/Victoria                                   | Велика Британія | Блейк Едвардс               |
| 1983 | Іншопланетянин                                  | E.T. the Extra-Terrestrial                        | США             | Стівен Спілберг             |
| 1983 | Жінка французького лейтенанта                   | The French Lieutenant's Woman                     | Велика Британія | Карел Рейш                  |
| 1983 | Дорога                                          | Yol                                               | Туреччина       | Шеріф Ґьорен та Їлмаз Ґюней |
| 1984 | Фанні та Олександр                              | Fanny Och Alexander                               | Швеція          | Інгмар Бергман              |
| 1984 | Кармен                                          | Carmen                                            | Іспанія         | Карлос Саура                |
| 1984 | Мабуть, боги з'їхали з глузду                   | The Gods Must Be Crazy                            | Ботсвана        | Джеймі Юйс                  |
| 1984 | Тутсі                                           | Tootsie                                           | США             | Сідні Поллак                |
| 1985 | Амадей                                          | Amadeus                                           | США             | Мілош Форман                |
| 1985 | Грейстоук: Легенда про Тарзана, повелителя мавп | Greystoke: The Legend of Tarzan, Lord of the Apes | Велика Британія | Г'ю Хадсон                  |
| 1985 | Коханці Марії                                   | Maria's Lovers                                    | США             | Андрій Кончаловський        |
| 1985 | Париж, Техас                                    | Paris, Texas                                      | Німеччина       | Вім Вендерс                 |
| 1986 | Пурпурова троянда Каїру                         | he Purple Rose of Cairo                           | США             | Вуді Аллен                  |
| 1986 | Марні пошуки Сьюзен                             | Desperately Seeking Susan                         | США             | Сьюзен Зейделман            |
| 1986 | Поля смерті                                     | The Killing Fields                                | Велика Британія | Ролан Жоффе                 |
| 1986 | Ран                                             | 乱                                                | Японія          | Акіра Куросава              |
| 1986 | Рік дракона                                     | Year Of The Dragon                                | США             | Майкл Чіміно                |
| 1987 | Ім'я троянди                                    | TDer Name der Rose                                | Німеччина       | Жан-Жак Анно                |
| 1987 | Позаурочний час                                 | After Hours                                       | США             | Мартін Скорсезе             |
| 1987 | Ганна та її сестри                              | Hannah and Her Sisters                            | США             | Вуді Аллен                  |
| 1987 | Місія                                           | The Mission                                       | Велика Британія | Ролан Жоффе                 |
| 1987 | З Африки                                        | Out of Africa                                     | США             | Сідні Поллак                |
| 1988 | Останній імператор                              | The Last Emperor                                  | Італія          | Бернардо Бертолуччі         |
| 1988 | Очі чорні                                       |                                                   | СРСР, Італія    | Микита Михалков             |
| 1988 | Інтерв'ю                                        | Intervista                                        | Італія          | Федеріко Фелліні            |
| 1988 | Недоторканні                                    | The Untouchables                                  | США             | Браян Де Пальма             |
| 1988 | Небо над Берліном                               | Der Himmel über Berlin                            | Німеччина       | Вім Вендерс                 |
| 1989 | Кафе «Багдад»                                   | Out of Rosenheim                                  | Німеччина       | Персі Адлон                 |
| 1989 | Птах                                            | Bird                                              | США             | Клінт Іствуд                |
| 1989 | Салам, Бомбей!                                  | सलाम बॉम्बे!                                          | Індія           | Міра Наїр                   |
| 1989 | Хто підставив кролика Роджера                   | Who Framed Roger Rabbit                           | США             | Роберт Земекіс              |
| 1990 | Небезпечні зв'язки                              | Dangerous Liaisons                                | США             | Стівен Фрірз                |
| 1990 | Новий кінотеатр «Парадізо»                      | Nuovo Cinema Paradiso                             | Італія          | Джузеппе Торнаторе          |
| 1990 | Людина дощу                                     | Rain Man                                          | США             | Баррі Левінстон             |
| 1990 | Секс, брехня і відео                            | Sex, Lies, and Videotape                          | США             | Стівен Содерберг            |
| 1990 | Час циган                                       | Дом за вешање                                     | Югославія       | Емір Кустуриця              |

## 1990-і
| Рік  | Українська назва                | Оригінальна назва                 | Країна                      | Режисер           |
| ---- | ------------------------------- | --------------------------------- | --------------------------- | ----------------- |
| 1991 | Спілка мертвих поетів           | Dead Poets Society                | США                         | Пітер Уіл         |
| 1991 | Славні хлопці                   | Goodfellas                        | США                         | Мартін Скорсезе   |
| 1991 | Красуня                         | Pretty Woman                      | США                         | Гаррі Маршалл     |
| 1991 | Таксі-блюз                      |                                   | СРСР                        | Павло Лунгін      |
| 1991 | Зв'яжи мене!                    | ¡Átame!                           | Іспанія                     | Педро Альмодовар  |
| 1992 | Тото-герой                      | Toto The Hero                     | Бельгія                     | Жако Ван Дормель  |
| 1992 | Еліс                            | Alice                             | США                         | Вуді Аллен        |
| 1992 | Урга — територія кохання        |                                   | СРСР                        | Микита Михалков   |
| 1992 | Той, що танцює з вовками        | Dances with Wolves                | США                         | Кевін Костнер     |
| 1992 | Мовчання ягнят                  | The Silence of the Lambs          | США                         | Джонатан Деммі    |
| 1992 | Тельма і Луїза                  | Thelma & Louise                   | США                         | Рідлі Скотт       |
| 1993 | Високі підбори                  | Tacones lejanos                   | Іспанія                     | Педро Альмодовар  |
| 1993 | Говардс Енд                     | Howards End                       | Велика Британія             | Джеймс Айворі     |
| 1993 | Чоловіки і дружини              | Husbands and Wives                | США                         | Вуді Аллен        |
| 1993 | Коханець                        | Người tình                        | В'єтнам                     | Жан-Жак Анно      |
| 1993 | Гравець                         | The Player                        | США                         | Роберт Олтмен     |
| 1994 | Фортепіано                      | The Piano                         | Нова Зеландія               | Джейн Кемпіон     |
| 1994 | Прощавай, моя наложнице         | 霸王別姬                          | Гонконг                     | Чень Кайге        |
| 1994 | Загадкове вбивство в Мангеттені | Manhattan Murder Mystery          | США                         | Вуді Аллен        |
| 1994 | Град каміння                    | Raining Stones                    | Велика Британія             | Кен Лоуч          |
| 1994 | Спритна                         | The Snapper                       | Велика Британія             | Стівен Фрірз      |
| 1995 | Чотири весілля і похорон        | Four Weddings and a Funeral       | Велика Британія             | Майк Ньюелл       |
| 1995 | Дорогий щоденник                | Caro diario                       | Італія                      | Нанні Моретті     |
| 1995 | Кримінальне чтиво               | Pulp Fiction                      | США                         | Квентін Тарантіно |
| 1995 | Список Шиндлера                 | Schindler’s List                  | США                         | Стівен Спілберг   |
| 1995 | Короткі історії                 | Short Cuts                        | США                         | Роберт Олтмен     |
| 1996 | Земля і свобода                 | Land and Freedom                  | Велика Британія             | Кен Лоуч          |
| 1996 | Мости округу Медісон            | The Bridges of Madison County     | США                         | Клінт Іствуд      |
| 1996 | Дим                             | Smoke                             | США                         | Вейн Ван          |
| 1996 | Андеграунд                      | Underground                       | Союзна Республіка Югославія | Емір Кустуриця    |
| 1996 | Підозрілі особи                 | The Usual Suspects                | США                         | Браян Сінгер      |
| 1997 | Розсікаючи хвилі                | Breaking the Waves                | Данія                       | Ларс фон Трієр    |
| 1997 | Фарго                           | Fargo                             | США                         | Брати Коен        |
| 1997 | Обіцянка                        | La Promesse                       | Бельгія                     | Брати Дарденн     |
| 1997 | Таємниці і брехня               | Secrets & Lies                    | Велика Британія             | Майк Лі           |
| 1998 | Справа-труба                    | Brassed Off                       | Велика Британія             | Марк Герман       |
| 1998 | Англійський пацієнт             | The English Patient               | Велика Британія             | Ентоні Мінгелла   |
| 1998 | Всі говорять, що я тебе кохаю   | Everyone Says I Love You          | США                         | Вуді Аллен        |
| 1998 | Феєрверк                        | はなび                            | Японія                      | Такесі Кітано     |
| 1998 | Чоловічий стриптиз              | The Full Monty                    | США                         | Пітер Каттанео    |
| 1999 | Життя прекрасне                 | La vita è bella                   | Італія                      | Роберто Беніньї   |
| 1999 | Торжество                       | Festen. Dogme # 1                 | Данія                       | Томас Вінтерберг  |
| 1999 | Центральний вокзал              | Central do Brasil                 | Бразилія                    | Вальтер Саллес    |
| 1999 | Врятувати рядового Раяна        | Saving Private Ryan               | США                         | Стівен Спілберг   |
| 1999 | Титанік                         | Titanic                           | США                         | Джеймс Кемерон    |
| 2000 | Все про мою матір               | Todo sobre mi madre               | Іспанія                     | Педро Альмодовар  |
| 2000 | Бути Джоном Малковичем          | Being John Malkovich              | США                         | Спайк Джонз       |
| 2000 | Із широко заплющеними очима     | Eyes Wide Shut                    | США                         | Стенлі Кубрик     |
| 2000 | Пес-примара: шлях самурая       | Ghost Dog: The Way of the Samurai | США                         | Джим Джармуш      |
| 2000 | Тонка червона лінія             | The Thin Red Line                 | США                         | Терренс Малік     |

## 2000-і
| Рік  | Українська назва                   | Оригінальна назва                     | Країна          | Режисер                         |
| ---- | ---------------------------------- | ------------------------------------- | --------------- | ------------------------------- |
| 2001 | Любовний настрій                   | 花樣年華                              | Гонконг         | Вонг Карвай                     |
| 2001 | Краса по-американськи              | American Beauty                       | США             | Сем Мендес                      |
| 2001 | Біллі Елліот                       | Billy Elliot                          | Велика Британія | Стівен Долдрі                   |
| 2001 | Танцююча у темряві                 | Dancer in the Dark                    | Данія           | Ларс фон Трієр                  |
| 2001 | Один і два                         | Yi Yi: A One and a Two                | Тайвань         | Едвард Янг                      |
| 2002 | Малголленд Драйв                   | Mulholland Drive                      | США             | Девід Лінч                      |
| 2002 | Людина, якої не було               | The Man Who Wasn't There              | США             | Брати Коен                      |
| 2002 | Мулен Руж!                         | Moulin Rouge!                         | Австралія       | Баз Лурман                      |
| 2002 | Кімната сина                       | La stanza del figlio                  | Італія          | Нанні Моретті                   |
| 2002 | Трафік                             | Traffic                               | США             | Стівен Содерберг                |
| 2003 | Боулінг для Колумбіни              | Bowling for Columbine                 | США             | Майкл Мур                       |
| 2003 | Особлива думка                     | Minority Report                       | США             | Стівен Спілберг                 |
| 2003 | Одинадцять друзів Оушена           | Ocean's Eleven                        | США             | Стівен Содерберг                |
| 2003 | Штрихи вогню                       | 취화선                                | Південна Корея  | Ім Квон Тхек                    |
| 2003 | Віднесені примарами                | 千と千尋の神隠し                      | Японія          | Хаяо Міядзакі                   |
| 2004 | Таємнича річка                     | Mystic River                          | США             | Клінт Іствуд                    |
| 2004 | Слон                               | Elephant                              | США             | Гас Ван Сент                    |
| 2004 | Банди Нью-Йорка                    | Gangs of New York                     | США             | Мартін Скорсезе                 |
| 2004 | Години                             | The Hours                             | США             | Стівен Долдрі                   |
| 2004 | Повернення                         |                                       | Росія           | Андрій Звягінцев                |
| 2005 | Труднощі перекладу                 | Lost in Translation                   | США             | Софія Коппола                   |
| 2005 | 21 грам                            | 21 Grams                              | США             | Алехандро Гонсалес Іньярріту    |
| 2005 | Вічне сяйво чистого розуму         | Eternal Sunshine of the Spotless Mind | США             | Мішель Ґондрі                   |
| 2005 | Фаренгейт 9/11                     | Fahrenheit 9/11                       | США             | Майкл Мур                       |
| 2005 | Че Гевара: Щоденники мотоцикліста  | Diarios de motocicleta                | Аргентина       | Вальтер Саллес                  |
| 2006 | Крихітка на мільйон                | Million Dollar Baby                   | США             | Клінт Іствуд                    |
| 2006 | Виправдана жорстокість             | A History of Violence                 | США             | Девід Кроненберг                |
| 2006 | Матч-поінт                         | Match Point                           | США             | Вуді Аллен                      |
| 2006 | Море усередині                     | Mar adentro                           | Іспанія         | Алехандро Аменабар              |
| 2006 | Прогулянки по воді                 | ללכת על המים                          | Ізраїль         | Ейтан Фокс                      |
| 2007 | Маленька міс Щастя                 | Little Miss Sunshine                  | США             | Джонатан Дейтон і Валері Феріс  |
| 2007 | Вавилон                            | Babel                                 | США             | Алехандро Гонсалес Іньярріту    |
| 2007 | Горбата гора                       | Brokeback Mountain                    | США             | Енг Лі                          |
| 2007 | Королева                           | The Queen                             | Велика Британія | Стівен Фрірз                    |
| 2007 | Повернення                         | Volver                                | Іспанія         | Педро Альмодовар                |
| 2008 | Життя інших                        | Das Leben der Anderen                 | Німеччина       | Флоріан Генкель фон Доннерсмарк |
| 2008 | Чотири місяці, три тижні і два дні | 4 luni, 3 săptămâni şi 2 zile         | Румунія         | Крістіан Мунджіу                |
| 2008 | Вада на експорт                    | Eastern Promises                      | Канада          | Девід Кроненберг                |
| 2008 | На краю раю                        | Yaşamın Kıyısında                     | Туреччина       | Фатіх Акін                      |
| 2008 | Хазяї ночі                         | We Own the Night                      | США             | Джеймс Грейвз                   |
| 2009 | Вальс з Баширом                    | ואלס עם באשיר                         | Ізраїль         | Арі Фольман                     |
| 2009 | Ельдорадо                          | Eldorado                              | Бельгія         | Булі Ланнерс                    |
| 2009 | Гомора                             | Gomorrah                              | Італія          | Маттео Гарроне                  |
| 2009 | У диких умовах                     | Into the Wild                         | США             | Шон Пенн                        |
| 2009 | Нафта                              | There Will Be Blood                   | США             | Пол Томас Андерсон              |
| 2009 | Мовчання Лорни                     | Le Silence de Lorna                   | Бельгія         | Брати Дарденн                   |
| 2009 | Коханці                            | Two Lovers                            | США             | Джеймс Грейвз                   |
| 2010 | Ґран Торіно                        | Gran Torino                           | США             | Клінт Іствуд                    |
| 2010 | Аватар                             | Avatar                                | США             | Джеймс Кемерон                  |
| 2010 | Гарві Мілк                         | Milk                                  | США             | Гас Ван Сент                    |
| 2010 | Я вбив свою маму                   | J'ai tué ma mère                      | Канада          | Ксав'є Долан                    |
| 2010 | Паніка у селі                      | Panique au village                    | Бельгія         | Венсан Патар та Стефані Об'є    |
| 2010 | Біла стрічка                       | Das weiße Band                        | Німеччина       | Міхаель Ганеке                  |
| 2010 | Мільйонер з нетрів                 | Slumdog Millionaire                   | Велика Британія | Денні Бойл                      |

## 2010-і
| Рік  | Українська назва                        | Оригінальна назва                               | Країна                                          | Режисер                           |
| ---- | --------------------------------------- | ----------------------------------------------- | ----------------------------------------------- | --------------------------------- |
| 2011 | Соціальна мережа                        | The Social Network                              | США                                             | Девід Фінчер                      |
| 2011 | Яскрава зірка                           | Bright Star                                     | Нова Зеландія                                   | Джейн Кемпіон                     |
| 2011 | Уявне кохання                           | Les amours imaginaires                          | Канада                                          | Ксав'є Долан                      |
| 2011 | Нелегал                                 | Illégal                                         | Бельгія                                         | Олів'є Массе-Депасс               |
| 2011 | Початок                                 | Inception                                       | США                                             | Крістофер Нолан                   |
| 2011 | Нескорений                              | Invictus                                        | США                                             | Клінт Іствуд                      |
| 2011 | Таємниця в його очах                    | El secreto de sus ojos                          | Аргентина                                       | Хуан Хосе Кампанелья              |
| 2012 | Надер і Симін: Розлучення               | جدایی نادر از سیمین                             | Іран                                            | Асгар Фархаді                     |
| 2012 | Драйв                                   | Drive                                           | США                                             | Ніколас Віндінґ Рефн              |
| 2012 | Пожежі                                  | Incendies                                       | Канада                                          | Дені Вільньов                     |
| 2012 | Хлопчик з велосипедом                   | Le Gamin au vélo                                | Бельгія                                         | Брати Дарденн                     |
| 2012 | Промова короля                          | The King's Speech                               | Велика Британія                                 | Том Хупер                         |
| 2012 | Меланхолія                              | Melancholia                                     | Данія                                           | Ларс фон Трієр                    |
| 2012 | Чорний лебідь                           | Black Swan                                      | США                                             | Даррен Аронофський                |
| 2013 | Арго                                    | Argo                                            | США                                             | Бен Аффлек                        |
| 2013 | Упертюх                                 | Rundskop                                        | Бельгія                                         | Міхаель Роскам                    |
| 2013 | Лоранс у будь-якому випадку             | Laurence Anyways                                | Канада                                          | Ксав'є Долан                      |
| 2013 | Осло, 31-го серпня                      | Oslo, 31. august                                | Норвегія                                        | Хоакім Трієр                      |
| 2013 | Частка ангелів                          | The Angels' Share                               | Велика Британія                                 | Кен Лоуч                          |
| 2013 | Королівський роман                      | En kongelig affære                              | Данія                                           | Ніколай Арсел                     |
| 2013 | Після кохання                           | Our Children                                    | Бельгія                                         | Жоакім Лафосс                     |
| 2014 | Розімкнене коло                         | The Broken Circle Breakdown                     | Бельгія                                         | Фелікс Ван Ґрунінґен              |
| 2014 | Жасмин                                  | Blue Jasmine                                    | США                                             | Вуді Аллен                        |
| 2014 | Белосніжка                              | Blancanieves                                    | Іспанія                                         | Пабло Берхер                      |
| 2014 | Мрець, що говорить                      | Dead Man Talking                                | Бельгія                                         | Патрік Рідремонт                  |
| 2014 | Джанго вільний                          | Django Unchained                                | США                                             | Квентін Тарантіно                 |
| 2014 | Гравітація                              | Gravity                                         | США Велика Британія                             | Альфонсо Куарон                   |
| 2014 | Велика краса                            | La grande bellezza                              | Італія                                          | Паоло Соррентіно                  |
| 2015 | Мамочка                                 | Mommy                                           | Канада                                          | Ксав'є Долан                      |
| 2015 | Юність                                  | Boyhood                                         | США                                             | Річард Лінклейтер                 |
| 2015 | 12 років рабства                        | 12 Years A Slave                                | США/ Велика Британія                            | Стів Макквін                      |
| 2015 | Два дні, одна ніч                       | Deux jours, une nuit                            | Бельгія/ Італія/ Франція                        | Жан-П'єр та Люк Дарденни          |
| 2015 | Зимова сплячка                          | Winter Sleep                                    | Туреччина                                       | Нурі Більге Джейлан               |
| 2015 | Іда                                     | Ida                                             | Велика Британія/ Польща                         | Павел Павліковський               |
| 2015 | Готель «Гранд Будапешт»                 | The Grand Budapest Hotel                        | Німеччина Велика Британія                       | Вес Андерсон                      |
| 2016 | Бердмен                                 | Birdman                                         | США                                             | Алехандро Гонсалес Іньярріту      |
| 2016 | Син Саула                               | Saul fia                                        | Угорщина                                        | Ласло Немеш                       |
| 2016 | Я помер, але у мене є друзі             | Je suis mort mais j'ai des amis                 | Бельгія                                         | Гійом Маландрен, Стефан Маландрен |
| 2016 | Моя мати                                | Mia madre                                       | Італія                                          | Нанні Моретті                     |
| 2016 | Таксі                                   | تاکسی ‎                                          | Іран                                            | Джафар Панагі                     |
| 2016 | Надновий заповіт                        | Le Tout Nouveau Testament                       | Бельгія                                         | Жако Ван Дормель                  |
| 2016 | Юність                                  | La giovinezza                                   | Італія                                          | Паоло Соррентіно                  |
| 2017 | Я, Деніел Блейк                         | I, Daniel Blake                                 | Велика Британія Франція                         | Кен Лоуч                          |
| 2017 | Випускний                               | Bacalaureat                                     | Румунія Франція Бельгія                         | Крістіан Мунджіу                  |
| 2017 | Водолій                                 | Aquarius                                        | Бразилія                                        | Клебер Мендоніча Філго            |
| 2017 | Манчестер біля моря                     | Manchester by the Sea                           | США                                             | Кеннет Лонерган                   |
| 2017 | Невідома                                | La Fille inconnue                               | Бельгія                                         | Жан-П'єр та Люк Дарденни          |
| 2017 | Тоні Ердманн                            | Toni Erdmann                                    | Німеччина Австрія                               | Марен Аде                         |
| 2017 | Це всього лиш кінець світу              | Juste la fin du monde                           | Канада Франція                                  | Ксав'є Долан                      |
| 2018 | Нелюбов                                 | Нелюбовь                                        | Росія · Німеччина · Бельгія · Франція           | Андрій Звягінцев                  |
| 2018 | Весілля                                 | Noces                                           | Пакистан · Бельгія · Люксембург · Франція       | Стефан Стрекер                    |
| 2018 | Випадок у готелі «Ніл Гілтон»           | The Nile Hilton Incident                        | Саудівська Аравія · Данія · Німеччина           | Тарик Салех                       |
| 2018 | Дюнкерк                                 | Dunkirk                                         | США · Велика Британія · Нідерланди · Франція    | Крістофер Нолан                   |
| 2018 | Квадрат                                 | The Square                                      | Німеччина · Саудівська Аравія · Данія · Франція | Рубен Естлунд                     |
| 2018 | Ла-Ла Ленд                              | La La Land                                      | США                                             | Демієн Шазелл                     |
| 2018 | Обмін принцесами                        | L'Échange des princesses                        | Бельгія · Франція                               | Марк Дюген                        |
| 2019 | Крамничні злодюжки                      | 万引き家族                                      | Японія                                          | Хірокадзу Корееда                 |
| 2019 | Дівчина                                 | Girl                                            | Бельгія                                         | Лукас Донт                        |
| 2019 | Капернаум                               | Capharnaüm                                      | Ліван                                           | Надін Лабакі                      |
| 2019 | Наші битви                              | Nos batailles                                   | Бельгія                                         | Гійом Сене                        |
| 2019 | Три білборди за межами Еббінга, Міссурі | Three Billboards : Les Panneaux de la vengeance | США / Велика Британія                           | Мартін Макдона                    |
| 2019 | Ханна                                   | Hannah                                          | Італія                                          | Андреа Паллаоро                   |
| 2019 | Холодна війна                           | Cold War                                        | Польща                                          | Павел Павліковський               |
| 2020 | Паразити                                | 기생충                                          | Південна Корея                                  | Пон Джунхо                        |
| 2020 | Біль та слава                           | Dolor y gloria                                  | Іспанія                                         | Педро Альмодовар                  |
| 2020 | Молодий Ахмед                           | Le Jeune Ahmed                                  | Франція / Бельгія                               | Жан-П'єр Дарденн / Люк Дарденн    |
| 2020 | Джокер                                  | Joker                                           | США                                             | Тодд Філліпс                      |
| 2020 | Лола                                    | Lola                                            | Бельгія / Франція                               | Лоран Мішелі                      |
| 2020 | Одного разу в Голлівуді                 | Once Upon a Time in Hollywood                   | США                                             | Квентін Тарантіно                 |
| 2020 | Зрадник                                 | Il traditore                                    | Італія                                          | Марко Беллокйо                    |

## 2020-і
| Рік  | Українська назва          | Оригінальна назва              | Країна                | Режисер           |
| ---- | ------------------------- | ------------------------------ | --------------------- | ----------------- |
| 2021 | Ще по одній               | Druk                           | Данія                 | Томас Вінтерберг  |
| 2021 | 1917                      | 1917                           | Велика Британія       | Сем Мендес        |
| 2021 | Тіло Христове             | Boże Ciało                     | Польща                | Ян Комаса         |
| 2021 | Темні води                | Dark Waters                    | США                   | Тодд Гейнс        |
| 2021 | Серпнева діва             | La virgen de agosto            | Іспанія               | Йонас Труба       |
| 2022 | Батько                    | The Father                     | Велика Британія       | Флоріан Зеллер    |
| 2022 | Купе номер шість          | Hytti nro 6 / Купе номер шесть | Фінляндія / Росія     | Юхо Куосманен     |
| 2022 | Сядь за кермо моєї машини | ドライブ・マイ・カー           | Японія                | Рюсуке Хамаґучі   |
| 2022 | Перша корова              | First Cow                      | США                   | Келлі Райкарт     |
| 2022 | Тільки шість з половиною  | متری شیش و نیم                 | Іран                  | Саїд Рауши        |
| 2022 | Паралельні матері         | Madres paralelas               | Іспанія               | Педро Альмодовар  |
| 2022 | Найгірша людина в світі   | Verdens verste menneske        | Норвегія              | Йоакім Трієр      |
| 2023 | Звірі                     | As bestas                      | Іспанія / Франція     | Родріго Сорогоєн  |
| 2023 | Хлопчик з небес           | Boy from Heaven / صبي من الجنة | Швеція                | Тарік Салех       |
| 2023 | Близько                   | Close                          | Бельгія               | Лукас Донт        |
| 2023 | Іа                        | IO                             | Польща                | Єжи Сколімовський |
| 2023 | Трикутник смутку          | Triangle of Sadness            | Швеція                | Рубен Естлунд     |
| 2024 | Кохання без заморочок     | Simple comme Sylvain           | Канада / Франція      | Монія Шокрі       |
| 2024 | Опале листя               | Kuolleet lehdet                | Фінляндія             | Акі Каурісмякі    |
| 2024 | Викрадений                | Rapito                         | Італія                | Марко Беллокйо    |
| 2024 | Оппенгеймер               | Oppenheimer                    | США / Велика Британія | Крістофер Нолан   |
| 2024 | Ідеальні дні              | Perfect Days                   | Японія / Німеччина    | Вім Вендерс       |